# Minuskel
En minuskel er "små" bogstaver. En minuskels modsætning er en majuskel, et "stort" bogstav. Tekster skrevet med det latinske alfabet skrives som udgangspunkt med minuskler, medmindre grammatikken foreskriver, at der skal anvendes majuskler, som eksempelvis ved brug af stort begyndelsesbogstav. 
Selve størrelsen af bogstavet definerer ikke, om der er om det er en minuskel eller majuskel; afgørende er bogstavets udformning. 

## Minuskelskrift
Minuskelskrift er en skrifttype, hvor nogle af bogstaverne har over- og underlængde. Det er normalt for de skrifttyper, som består af små bogstaver, og det vil i dag være: b, d, f, g, h, i, j, k, l, p, q, t, y. Skrifttypen opstod i den tidlige middelalder, hvor først den irske og senere (omkring 800) den karolingiske minuskelskrift blev udviklet.
Den såkaldte "gotiske skrift" er en videreudvikling i det 13. århundrede fra den karolingiske minuskelskrift.